# Estação Gràcia
Gràcia (Metro de Barcelona) é uma estação que atende as  Linha 6 e Linha 7 do Metro de Barcelona.
O arranjo atual da estação entrou em funcionamento em 1929.

## Facilidades
- elevador;
- escada rolante;
- acesso a telefone celular;